# Maribel Acosta Robles
Maribel Acosta Robles (Zempoala, 10 de diciembre de 1994) es una conocida jugadora de hockey sobre pasto. Forma parte de la selección nacional femenil de México. Juega la posición de defensa central y lateral. En México es más conocida como "May". 
Atleta centroamericana (bronce) Veracruz 2014 y participante en los Juegos Panamericanos de 2015
Ganadora del segundo lugar en la categoría de Talento deportivo en deporte de conjunto en el marco del Premio Estatal del Deporte Veracruz 2015.

## Trayectoria deportiva
Se inició jugando handball por una invitación de su maestro de educación física, el profesor Tito Barradas, cuando tenía tan solo 7 años. Después recibió una invitación para entrenar hockey, deporte que siguió practicando y en el que después representó a su estado Veracruz en las olimpiadas nacionales. Fue convocada a la selección mexicana cuando tenía 13 años; aunque declinó el llamado en dos ocasiones por motivos personales, cuando tenía 17 años fue convocada nuevamente y desde entonces ha representando a México.  

### Selección nacional
- 2012 - Tour de preparación en (Köln, Alemania).
- 2012 - 7.º lugar Campeonato Panamericano Junior de Hockey sobre Césped Femenino de 2012 (Guadalajara, México).
- 2013 - 5.º lugar Copa Panamericana de Hockey sobre césped femenina de 2013 (Mendoza, Argentina).
- 2014 - 2.º lugar  Anexo:Ronda 1 de la Liga Mundial de Hockey 2014/15, (Guadalajara, México).
- 2014 - Medalla de bronce en  XXII Juegos Centroamericanos y del Caribe (Veracruz, México).  Archivado el 17 de noviembre de 2015 en Wayback Machine.
- 2015 - 5.º lugar Juegos Panamericanos de 2015 (Toronto, Canadá).[6]

## Información Adicional
En 2014 obtuvo un contrato de participación por tres meses en Club zur Vahr, en Bremen, Alemania, donde desarrolló habilidades de coaching y entrenamiento a niños, y se registró en la Bundesliga de hockey sobre césped femenil.
En 2015 obtuvo medalla de plata en el Torneo "Copa Indios" donde participó con "Bienen Hockey Club", donde desempeña un cargo como secretaria del ante mencionado.